# Ateuk Pahlawan
Ateuk Pahlawan is een bestuurslaag in het regentschap Banda Aceh van de provincie Atjeh, Indonesië. Ateuk Pahlawan telt 4443 inwoners (volkstelling 2010).